# Neohouzeaua helferi
Neohouzeaua helferi är en gräsart som först beskrevs av William Munro, och fick sitt nu gällande namn av James Sykes Gamble. Neohouzeaua helferi ingår i släktet Neohouzeaua och familjen gräs. Inga underarter finns listade i Catalogue of Life.